# Urashima Tarō (film 1918)
Urashima Tarō (浦島太郎?) è un film del 1918 diretto da Seitarō Kitayama. È un cortometraggio anime prodotto dalla Nikkatsu e distribuito in Giappone il 1º febbraio 1918. In Italia è inedito. Il corto è un adattamento dell'omonima leggenda giapponese su un pescatore che viaggia fino ad un mondo sottomarino sopra ad una tartaruga.